# Sebastian Kehl
Sebastian Kehl (Fulda, 13. veljače 1980.) je bivši njemački nogometaš koji je većinu igračke karijere proveo u Borussiji Dortmund.

## Reprezentacija
Za reprezentaciju je debitirao protiv Slovačke 29. svibnja 2001. godine i skupio je 31 nastup za Njemačku. S reprezentacijom je osvojio drugo mjesto na SP-u 2002. i treće mjesto na SP-u 2006.

### Pogodci za reprezentaciju
| Broj | Datum              | Mjesto                                      | Protivnik | Pogodak | Konačan ishod | Natjecanje            |
| ---- | ------------------ | ------------------------------------------- | --------- | ------- | ------------- | --------------------- |
| 01.  | 15. kolovoza 2001. | Stadion Ferenc Puskás, Budimpešta, Mađarska | Mađarska  | 0 : 2   | 2 : 5         | Prijateljska utakmica |
| 02.  | 9. svibnja 2002.   | Schwarzwald-Stadion, Freiburg, Njemačka     | Kuvajt    | 5 : 0   | 7 : 0         | Prijateljska utakmica |
| 03.  | 30. travnja 2003.  | Weserstadion, Bremen, Njemačka              | Srbija    | 1 : 0   | 1 : 0         | Prijateljska utakmica |

## Osobni život
Kehl živi zajedno sa svojom djevojkom, Tinom.  Imaju dvoje djece - Luis rođen je 26. rujna 2006., a Leni 1. listopada 2009.